# Tuberculatus eggleri
Tuberculatus eggleri är en insektsart som beskrevs av Carl Julius Bernhard Börner 1950. Tuberculatus eggleri ingår i släktet Tuberculatus och familjen långrörsbladlöss. Inga underarter finns listade i Catalogue of Life.